# Tillandsia violascens
Tillandsia violascens är en gräsväxtart som beskrevs av Carl Christian Mez. Tillandsia violascens ingår i släktet Tillandsia och familjen Bromeliaceae. Inga underarter finns listade i Catalogue of Life.